# Internetjargon
Internetjargon is een jargon voor internetgebruikers. Het is nauw verwant met andere vormen van computerjargon.
Het komt voor op Usenet, internetforums, chatprogramma's, sociaalnetwerksites, chatrooms en in online spelletjes.
Veel internetjargon ontstaat als verkorte schrijfwijze van alledaagse uitdrukkingen, die in de vorm van letterwoorden een eigen leven gaan leiden. Omdat overvloedig gebruik van hoofdletters voor veel internetters synoniem is met geschreeuw, worden deze acroniemen meestal in kleine letters geschreven.
Nieuwe acroniemen verzinnen is een populaire sport, maar om in tegenstelling tot modewoorden algemeen aanvaard te worden, moet een acroniem werkelijk nuttig zijn voor alle leden van de gemeenschap. De uitspraak is van weinig belang, omdat praten en luisteren vooral typen en lezen is op het internet, maar een verbinding leggen met woorden irl (In real life; in het echte leven) kan bijdragen aan de herkenning en de betekenis (ook averechts trouwens).
Er vindt uitwisseling plaats met de grammatica en het vocabulaire van sms-taal, waar het beperkte aantal toetsen en een beeldscherm van postzegelformaat weer ander taalgebruik in de hand werken, en met de taal die in de breezercultuur rond Windows Live Messenger wordt gebezigd. Gerelateerd zijn smileys en andere emoticons.